# 監禁逃亡 淫らな呪い
『監禁逃亡 淫らな呪い』（かんきんとうぼう みだらなのろい）は、1997年2月28日にSEN PLANNINGから発売されたオリジナルビデオ。愛禾みさ主演、神野太監督作品。R15。『監禁逃亡』シリーズの第8弾。

## 出演
- 加織：愛禾みさ
- カメラマン 青木ジュンイチ：長倉大介
- モデル事務所社長 中里：松山鷹志
- プロデューサー 谷田部彰：大城英司
- 加織のマネージャー ケイコ：岸加奈子
- 刑事：西守正樹
- 室井佑月
- 加織の姉（ユキ田中）：真弓倫子

他

## スタッフ
- 監督・編集：神野太
- 企画・製作：センプランニング
- プロデューサー：黒須功
- 脚本：池田敏春
- 撮影：中間政治
- 照明：才木勝
- 録音：五十嵐廣幸
- 美術：藤原慎二
- VE：吉永元茂
- 音楽：中西龍夫
- 助監督：芝祐二
- 監督助手：濱田謙吾、泉かよ
- 衣裳：森下康子
- ヘアメイク：国信幸子
- 車輌：サニー企画
- スチール：石原宏一
- 制作進行：安藤衣素子、松浦修一、藤原健一
- 発売・販売：SEN PLANNING
- 販売協力：ジャパンホームビデオ

## リリース
- VHS『監禁逃亡 淫らな呪い』1997年2月28日
- DVD『監禁逃亡 淫らな呪い』2020年8月28日